# Pomadasys argyreus
 Pomadasys argyreus és una espècie de peix de la família dels hemúlids i de l'ordre dels perciformes.

## Morfologia
Els mascles poden assolir els 40 cm de longitud total.

## Distribució geogràfica
Es troba des del Pakistan fins a Sri Lanka i el sud-est d'Àsia.